# Список святих УПЦ КП
Список святих УПЦ КП - містить святих, що канонізовані Українською православною церквою Київського Патріархату в період з 1996 до 2013 рр.
| #  | Святий                                                            | дата канонізації у МП                                                      | дата канонізації у КП                                                                         |
| -- | ----------------------------------------------------------------- | -------------------------------------------------------------------------- | --------------------------------------------------------------------------------------------- |
| 1  | Святитель Петро Могила                                            | 6 грудня 1996 місцевошанований РПЦ, 8 грудня 2005 загальношанований УПЦ МП | 12 грудня 1996                                                                                |
| 2  | Святитель Павло Конюшкевич                                        | 2008 рік                                                                   | Травень-червень 1999 Архиєрейський собор                                                      |
| 3  | Святитель Арсеній Мацієвич митр. Ростовський                      | 3-16 серпня 2000 року (Ювілейний Архиєрейський Собор)                      | 15 липня 2004 р.                                                                              |
| 4  | Преподобний Феодосій Манявський                                   | Місцевошануваний 08,03,1994                                                | 15 липня 2004 р.                                                                              |
| 5  | Преподобний Іов Манявський                                        | Місцевошануваний 08,03,1994                                                | 15 липня 2004 р.                                                                              |
| 6  | Праведний Петро Калнишевський                                     | 13 листопада 2015                                                          | 11 липня 2008 р.                                                                              |
| 7  | Благовірний великий князь Ярослав Мудрий                          | 8 грудня 2005 р.                                                           | 11 липня 2008 р.                                                                              |
| 8  | Благовірний князь Костянтин Острозький                            | не канонізовані                                                            | 11 липня 2008 р.                                                                              |
| 9  | Святитель Йов Борецький                                           | не канонізовані                                                            | 11 липня 2008 р.                                                                              |
| 10 | Преподобний Меркурій Бригинський                                  | не канонізовані                                                            | 21 жовтня 2011 року місцеве шанування 20 жовтня 2012 року загальне шанувння (священний синод) |
| 11 | Благовірний князь-мученик Оскольд                                 | не канонізовані                                                            | 27 червня 2013 р (Помісний Собор)                                                             |
| 12 | Благовірний князь Володимир Василькович                           | не канонізовані                                                            | 27 червня 2013 р (Помісний Собор) як місцевошановані                                          |
| 13 | Страстотерпець Волинський Данило Братковський                     | не канонізовані                                                            | 27 червня 2013 р (Помісний Собор) як місцевошановані                                          |
| 14 | преподобного Луки Новотроїцького преподобного Луки Новотроїцького |                                                                            |                                                                                               |